# Extreme Championship Wrestling
Pour les articles homonymes, voir ECW et Extreme Championship Wrestling (WWE).
L'Extreme Championship Wrestling (ECW) est une fédération de catch fondée à Philadelphie en 1992 par Tod Gordon (en), qui ferme en avril 2001 en se déclarant en banqueroute.
Créé sous le nom d'Eastern Championship Wrestling par Tod Gordon après la fermeture de la Tri-State Wrestling Alliance, cette fédération est membre de la National Wrestling Alliance (NWA) jusqu'au 27 août 1994. Ce jour-là, l'ECW organise un tournoi pour désigner le champion du monde poids-lourds de la NWA. Shane Douglas remporte le titre et, dans son discours, refuse ce titre préférant être champion du monde poids-lourds de l'ECW. L'ECW change de nom peu de temps après pour être l'Extreme Championship Wrestling.

## Histoire

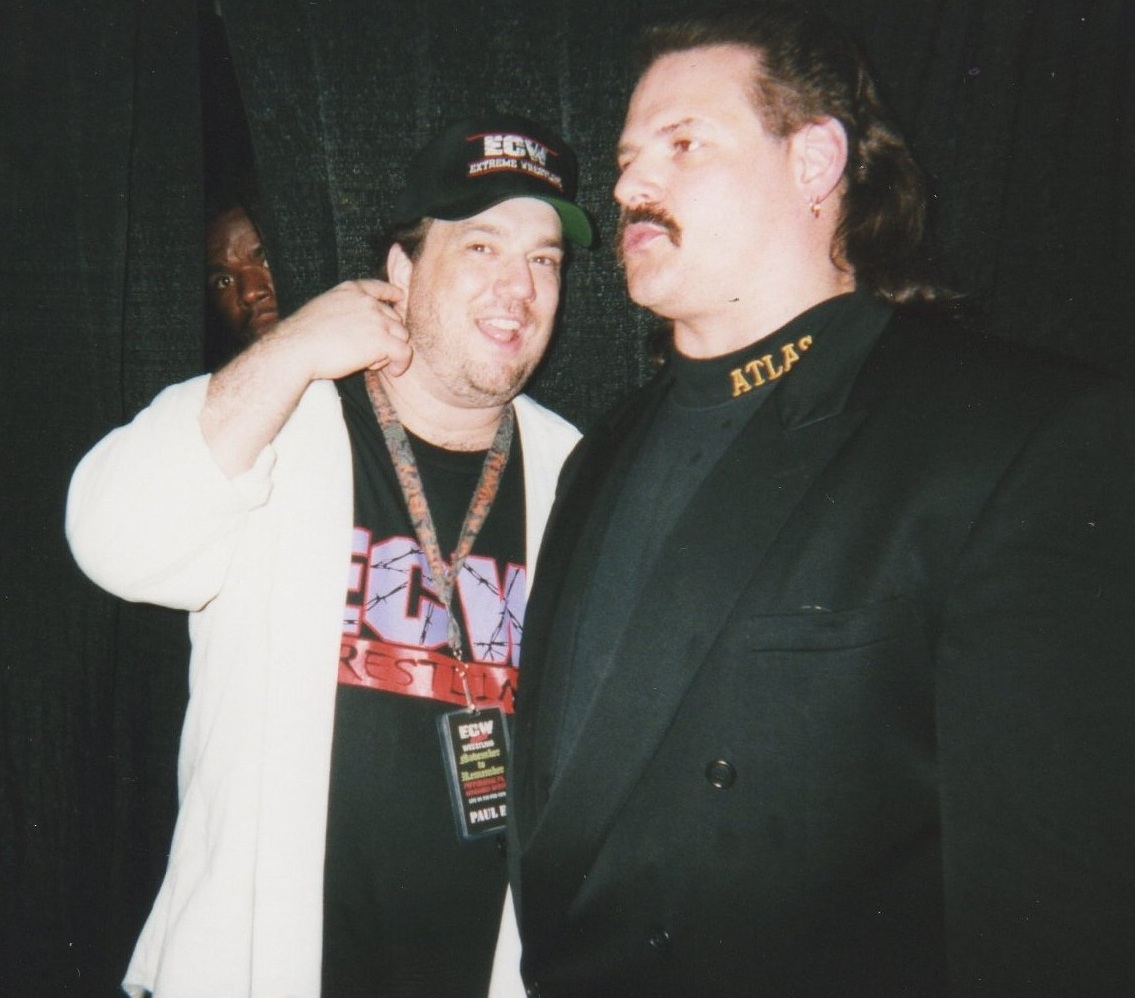
Paul Heyman à la ECW en 1998.

En 1992, Tod Gordon (en) crée l'Eastern Championship Wrestling (ECW) après la fermeture de la Tri-State Wrestling Alliance dont il est un des cofondateurs. Il organise ses premiers spectacles dans des bars et des clubs de striptease de Philadelphie et ses catcheurs vedettes sont alors Jimmy Snuka et Don Muraco. Snuka est le premier champion poids lourd de la NWA ECW après sa victoire face à Salvatore Bellomo en finale d'un tournoi le 25 avril.

### Extreme Championship Wrestling
En 1994, l'accord de non-compétition de Jim Crockett avec Ted Turner, qui a racheté la World Championship Wrestling (WCW) de Crockett en 1988, était terminé et il décidait de commencer de nouveau à diriger à la NWA. Crockett allait voir Tod Gordon et lui demandait d'organiser un tournoi pour le NWA World Heavyweight Championship à l'ECW Arena le 27 août 1994. Le Président de la NWA Dennis Coralluzzo pensait que Crockett et Gordon allaient tenter de monopoliser le titre (comme Crockett l'a fait dans les années 1980) et leur disait qu'ils n'avaient pas l'approbation des dirigeants de la NWA, ce qui lui permettait de contrôler le tournoi. Gordon était énervé à la suite de la décision de Coralluzzo, ce qui l'amenait lui et Shane Douglas (qui devait remporter le titre contre 2 Cold Scorpio) à planifier que Douglas jette le titre à terre après sa victoire, séparant ainsi la ECW de la NWA. Dans une allocution d'après-match maintenant classique, Shane Douglas disait qu'il ne voulait pas faire partie d'un organisation qui est « morte » sept ans plus tôt (quand Jim Crockett vendait son grand territoire de la NWA à Turner Broadcasting en 1988).
Après sa séparation avec la NWA, la ECW changeait officiellement son nom Eastern Championship Wrestling en Extreme Championship Wrestling. La fédération proposait plusieurs styles de catch, popularisant les matchs sanglants de catch hardcore et le 3-Way Dance. La ECW a toujours été considérée comme une contre-culture et une alternative aux fédérations aux millions de dollars comme la World Wrestling Federation (WWF) et la WCW. En plus de leur type de match hardcore, ils amenaient une alternative au catch nord américain avec des catcheurs techniques qui pratiquaient plusieurs styles. Des stars internationales comme Eddie Guerrero, Chris Benoit et Dean Malenko apportaient une base techniques ; Rey Misterio, Jr., Psicosis, Konnan et Juventud Guerrera amenaient leur style de la lucha libre rarement vu dans d'autres fédérations nationales et des japonais comme Yoshihiro Tajiri et Masato Tanaka apportaient le shoot wrestling japonais.
Des catcheurs comme Shane Douglas, Dark Frot, Tommy Dreamer, Raven, The Sandman, Cactus Jack, Terry Funk, Sabu, Public Enemy, et The Tazmaniac étaient vus comme étant trop dangereux pour les fédérations millionnaires et se voyaient donner une chance à la ECW. Ils aidaient aussi au lancement de la ECW à cette époque. L'une des grandes rivalité de haute volée de la fédération était celle entre Tommy Dreamer et Raven, qui impliquait beaucoup de catcheurs de la ECW sur une période de deux ans et demi. Une autre était entre Raven et Sandman, qui incluait une storyline de crucifixion, l'un des segments les plus controversés de l'histoire du catch.
Les shows de la ECW restaient à l'ECW Arena, une salle de bingo située sous une section de l'Interstate 95. La plupart des places étaient des chaises posées, il n'y avait pas de gradins. Les shows étaient diffusées sur une chaîne de sports locale à Philadelphie (la station locale affiliée à SportsChannel America, Sports Channel Philadelphia) le mardi soir. Après la fin de la diffusion sur Sports Channel Philadelphia en 1997, le show arrivait sur WPPX-TV 61. Il bougeait plus tard vers une anciennes station TV indépendante (WGTW 48) à Philadelphie pour être diffusé soit le vendredi ou samedi soir à 1h ou 2h. Les shows étaient aussi diffusées sur le MSG Network à New York les vendredis soirs (avant le samedi matin) à 2h. À cause de la confidentialité des stations télé et de la ECW elle-même, il n'y avait pas de censure de la violence, ce qui aidait la ECW à travailler sereinement.
Après avoir noté la popularité grandissante de la ECW, les deux grosses fédérations (World Championship Wrestling et World Wrestling Federation) commençaient à adopter leur idées et même enrôler leurs talents. Paul Heyman croit que la ECW était la première victime des Monday Night Wars entre WCW Monday Nitro et WWE Raw. Alors que la WWF entretenait une relation cordiale avec la ECW (allant même jusqu'à faire des storylines ensemble, et aider financièrement Heyman pour une période considérable), la WCW refusait ne serait-ce que de mentionner le nom de la ECW (avec quelques exceptions notables ; incluant une remarque fin 1996 de Raven, Kevin Nash et Scott Hall mentionnant que c'est une seconde option valable dans le catch américain par mépris envers leur principal rival, la World Wrestling Federation), la référant en tant que barbed wire city (« ville barbelé ») et une promotion indépendante majeure qui catchait dans des salles de bingo, pendant un segment avec Diamond Dallas Page.
Vince McMahon affirmait qu'il acceptait des venues de Paul Heyman à la WWF en compensation de talents (Tazz, Steve Austin, Mick Foley, et The Dudley Boyz) quittant la ECW pour la WWF. De l'autre côté, Heyman croyait que Eric Bischoff ne l'a jamais compensé de tous les départs de talents de la ECW comme Mikey Whipwreck, Raven, The Sandman, Chris Benoit, Dean Malenko, Eddie Guerrero, Perry Saturn, Steven Richards, Public Enemy (Johnny Grunge et Rocco Rock) et Chris Jericho s'en allant à la WCW.

### Copromotion
Vince McMahon devenait premièrement « informé » de la ECW lors de l'édition du King of the Ring 1995 qui se situait sur le terrain de la ECW à Philadelphie. Pendant le match entre Mabel et Savio Vega, le public a soudainement commencé à chanter bruyamment ECW ECW ECW. Le 22 septembre 1996 à In Your House: Mind Games toujours à Philadelphie, les stars de la ECW (The Sandman, Tommy Dreamer, Paul Heyman, et Taz) faisaient irruption avec Sandman interférant même dans un match (quand il jetait de la bière sur Savio Vega pendant son strap match avec Bradshaw). McMahon a pris connaissance au fur et à mesure le statut local qu'avait la ECW.
Le 24 février 1997, la ECW « envahissait » Monday Night RAW au Manhattan Center. Ceci était dans le cadre d'une storyline pour promouvoir la fédération qui s'apprêtait à organiser son premier pay-per-view, mais aussi pour obtenir trois matchs face aux superstars de la WWF alors que Vince McMahon était aux commentaires avec Jerry « The King » Lawler et Paul Heyman.
Le Manhattan Center de New York était peuplé d'un large nombre de fans de la ECW, qui endossait des chants BORING! aux catcheurs de la WWF. Au contraire, quand les catcheurs de la ECW arrivaient, ils les acclamaient. Il est dit que cette édition de RAW est le début de « l'Ère Attitude » de la WWF.
Surfant sur une bonne vague, le 13 avril 1997, la ECW diffusait son tout premier pay-per-view, Barely Legal, qui voyait Terry Funk remporter le titre ECW World Heavyweight.
Au Wrestlepalooza '97, Jerry Lawler, l'un des plus critiques envers la ECW faisait une apparition surprise à l'ECW Arena. Wrestlepalooza '97 comprenait aussi le dernier match ECW de Raven avant son départ pour la WCW. Dans ce match, Tommy Dreamer battait finalement son rivale de longue date Raven. La célébration de Dreamer était de courte durée, comme Jerry Lawler, avec Sabu et Rob Van Dam se ramenait pour attaquer Dreamer. Ceci amenait à un match entre Tommy Dreamer et Jerry Lawler au PPV Hardcore Heaven '97 le 17 août, qui était gagné par Dreamer.

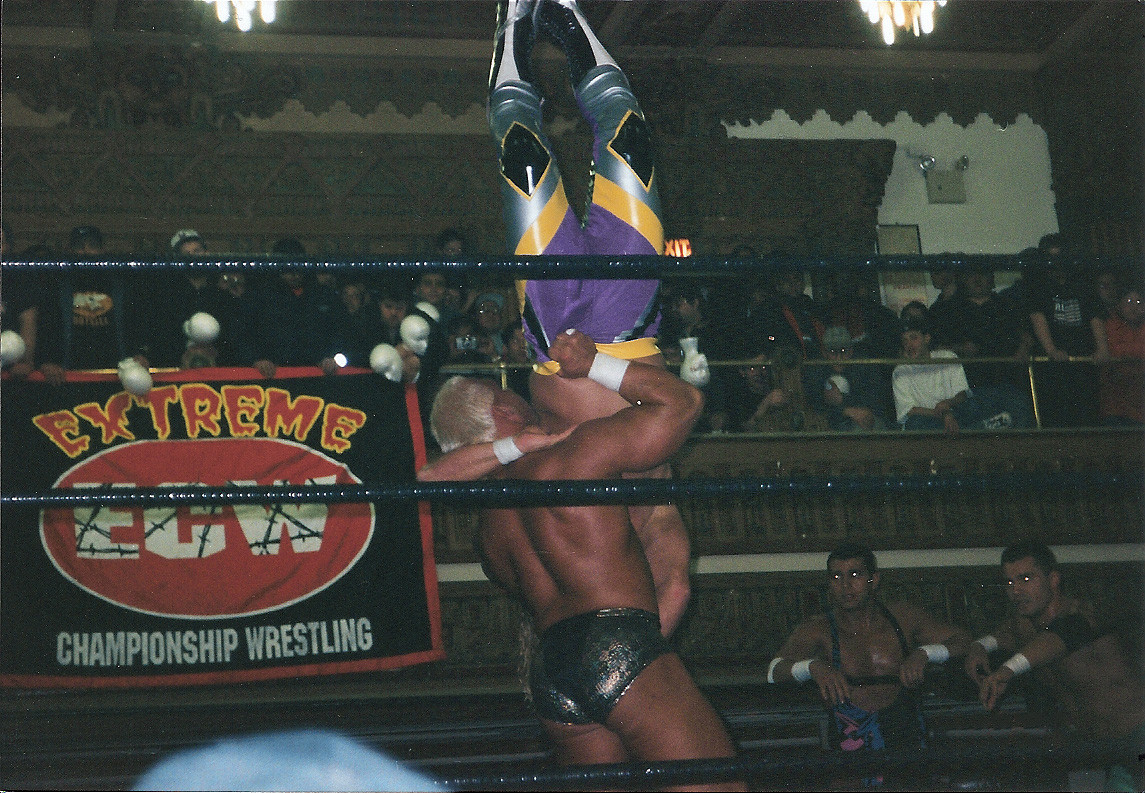
Spectacle de la ECW en 1998.

En mars 2000, Mike Awesome partait soudainement pour rejoindre la WCW bien qu'il restait le champion du Monde de la ECW en titre. Il y avait des rumeurs qu'Eric Bischoff voulait abandonner la ceinture de la ECW dans une poubelle à la télévision, comme il l'a fait pour le titre WWF Women's avec Alundra Blayze. Ceci amenait à des menaces d'action légale de la ECW, Awesome acceptait donc de redonner le titre ECW et de l'abandonner à n'importe qui. Tazz le récupère alors qu'il travaillait pour la WWF à cette époque. Ceci marquait la première fois qu'un catcheur sous contrat à la WCW en affrontait un autre sous contrat à la WWF et ce dans un show de la ECW.
En août 1999, la ECW débutait sa diffusion nationale sur TNN (pour ce qui était initialement un contrat de trois ans). Malgré aucune pub et un petit budget, la ECW devenait l'émission à la plus forte audience de la chaîne. ECW on TNN est stoppé en octobre 2000 (la dernière édition étant diffusée le 6 octobre 2000) en faveur de WWE RAW qui arrivait sur la chaîne.
Paul Heyman croit fortement que le manque d'entente avec une télévision nationale (spécialement après l'arrêt avec TNN) était la principale cause de la fermeture de la ECW.[réf. souhaitée]

### Faillite
La ECW existe encore pour plusieurs mois après l'arrêt de l'émission, essayant de trouver une entente avec une nouvelle chaîne de niveau national. Le 30 décembre 2000, ECW Hardcore TV était diffusé pour la dernière fois et Guilty as Charged 2001 était le dernier PPV diffusé le 7 janvier 2001. Living Dangerously était prévu le 11 mars 2001, mais à cause de troubles financiers il est annulé peu de temps avant. Malgré l'aide de la WWF, Heyman ne pouvait pas se remettre de ces troubles financiers et devait ainsi déclarer faillite le 4 avril 2001.
La fédération a été listée comme ayant des biens de 1 385 500 $. Dans ce nombre étaient inclus les 860 000 $ appartenant à iN DEMAND Network (PPV), Acclaim (jeu vidéo), et à Toymakers, un fabricant de figurines basé à San Francisco. Le reste était le catalogue vidéo (500 000 $), un Ford Truck de 1998 (19 500 $) et l'inventaire restant des marchandises (4 $).
Les dettes de la fédération ont atteint 8 881 435,17 $.

## Renaissances

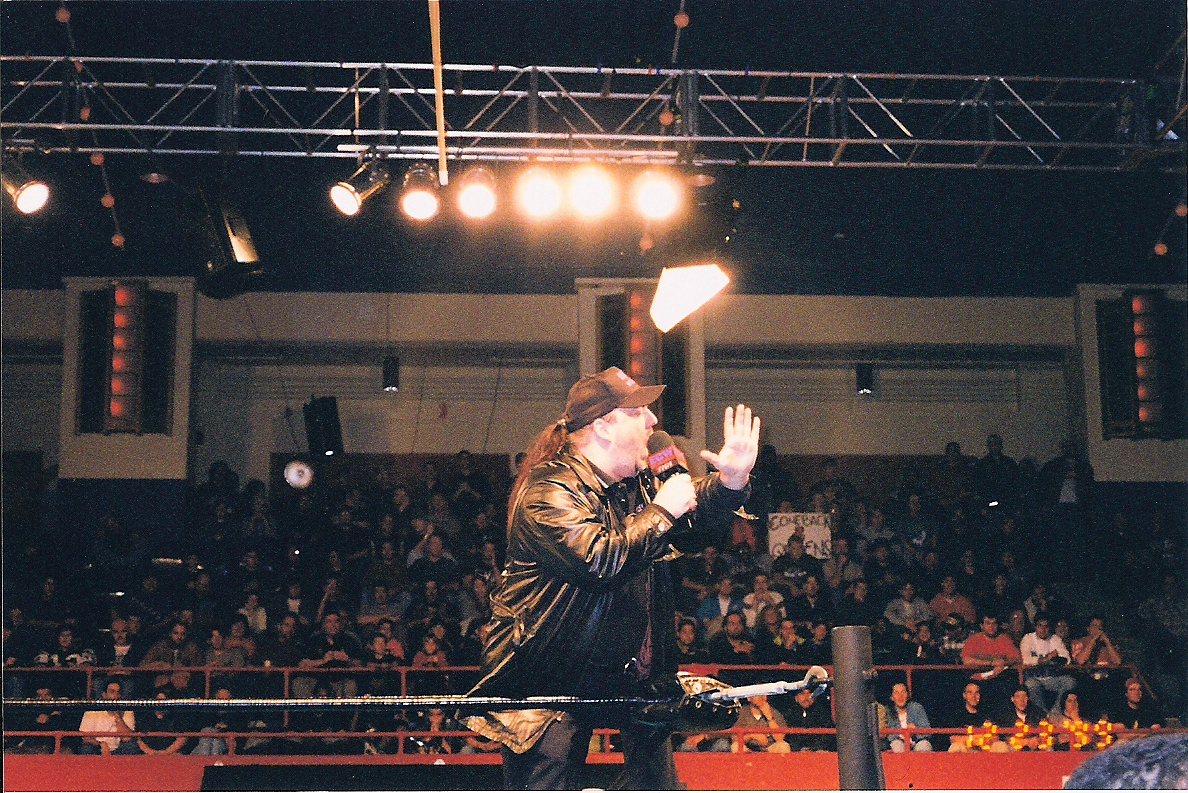
Paul Heyman s'adressant à la foule.

### Storyline de l'Alliance
Quelques mois après sa perte en 2001, la ECW refaisait surface en tant que clan dans la storyline de l'Invasion à la World Wrestling Federation. La défunte fédération était un participant dans la rivalité inter-promotionnelle entre la WCW de Shane McMahon et la WWF de Vince McMahon, la ECW était à l'origine « propriété » de Paul Heyman et n'affichait aucune loyauté envers l'une ou l'autre fédération. Bientôt (la même soirée), il était révélé que Stephanie McMahon était la nouvelle « propriétaire » de la ECW et elle conspirait avec son frère Shane pour s'emparer de la position de leader de leur père à la WWF. Avec la création de l'Alliance, la rivalité inter-promotionnelle tournait en règlement de comptes interne dans la famille McMahon. Le départ de superstars de la WWF vers l'Alliance a aggravé ceci, brouillant la séparation entre les catcheurs de la WCW et de la ECW. La rivalité a duré six mois avant que l'équipe de la WWF ne batte l'Alliance aux Survivor Series 2001. La victoire de l'équipe WWF a aussi marqué la fin de la storyline de l'Invasion, les catcheurs de la WCW et ECW étant par défaut réeintégrés à la WWF.

### Documentaires
À l'été 2003, la WWE rachetait les biens de la ECW, obtenant les droits sur la vidéothèque de la ECW. Ils utilisaient cette vidéothèque pour sortir un double DVD intitulé The Rise and Fall of ECW en novembre 2004. Il comprend un documentaire de trois heures sur l'histoire de la fédération, l'autre disque comprenant les meilleurs matchs. Le DVD s'est très bien vendu, et est actuellement classé comme la deuxième meilleure vente de DVD de la WWE de tous les temps juste derrière WrestleMania 21.
Un DVD non autorisé appelé Forever Hardcore était produit par l'ancien membre de la WCW Jeremy Borash en réponse à The Rise and Fall of ECW. Le DVD avait des histoires de catcheurs qui n'étaient pas employés par la WWE disant leur point de vue sur l'histoire de la ECW.
Depuis la WWE a ressorti 2 DVD estampillés ECW, Ecw Extreme Rules et Ecw's Most Violent Matches.

### Shows de réunion
Les fortes ventes de The Rise and Fall of ECW ont amené la World Wrestling Entertainment et Shane Douglas à organiser des shows de réunion de la ECW en 2005. Le premier show de Douglas Hardcore Homecoming a été organisé un jour avant celui de la WWE ECW One Night Stand et a débouché sur une tournée.

## Championnats
- ECW World Heavyweight Championship (1992-2001)
- ECW World Tag Team Championship (1992-2001)
- ECW World Television Championship (1992-2001)
- ECW FTW Heavyweight Championship (1998-1999)
- ECW Maryland Championship (1993)
- ECW Pennsylvania Championship (1993)